# Godefroy Waldner de Freundstein
Pour les articles homonymes, voir Waldner et Freundstein.
Pour les autres membres de la famille, voir Famille de Waldner von Freundstein.
Godefroy, comte de Waldner de Freundstein (26 février 1757, château d'Ollwiller, Wuenheim - † 4 octobre 1818, Mulhouse), est un militaire et homme politique français du XIXe siècle, conseiller général et député du Haut-Rhin (1811-1814).

## Biographie
Fils de François-Louis, comte Waldner de Freundstein de Schweighausen, mestre de camp de cavalerie, et de  Wilhelmine Auguste Sophie von Berckheim (de), et petit-fils de Frédéric-Louis de Waldner de Freundstein, il est le neveu du général Christian Frédéric Dagobert de Waldner de Freundstein et de Ludwig Karl von Berckheim (de), et le frère d'Henriette Louise de Waldner de Freundstein.
Durant son jeune âge, il est nommé chanoine expectant au haut-chapitre de Naumburg.
Comme son père, il suit la carrière des armes, rentre au régiment des Gardes suisses en 1774 et est officier de cavalerie dans les armées royales sous l'Ancien Régime.
En 1787, il est élu député de la noblesse à l'Assemblée provinciale.
Membre de l'ordre impérial de Saint-Joseph, il se trouve à l'étranger au moment de la Révolution. Faisant la demande de pouvoir rentrer en France en 1792, le directoire du Haut-Rhin refuse de lui accorder un passeport.
Il rentre en France sous le Consulat. Important propriétaire, le comte Godefroi Waldner de Freunstein devient conseiller municipal de Soultz-Haut-Rhin et conseiller d'arrondissement en 1802, puis conseiller général pour le canton de Soultz. De 1807 à 1818, il assure les fonctions de président de l'assemblée du canton de Soultz, du collège électoral de Colmar et du collège départemental.
Il est élu, le 4 mai 1811, par le Sénat conservateur, député du Haut-Rhin au Corps législatif.
Il adhère en 1814 à la déchéance de l'Empereur et ne fait pas partie d'autres assemblées.

## Union et postérité
- Si vous ne connaissez pas le sujet, laissez ce bandeau (vous pouvez alors contacter les auteurs).
- Si vous supprimez le contenu mis en cause (vous pouvez préalablement contacter les auteurs),

argumentez précisément cette suppression dans la page de discussion
(un manque de référence n'est pas un argument ; une recherche réelle de référence doit avoir été effectuée, être formellement documentée).

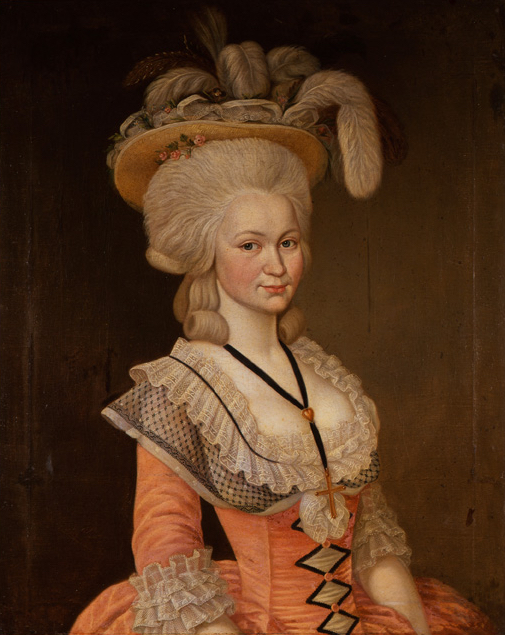
Portrait de son épouse Frédérique Caroline de Stein-Nordheim.

Godefroi épouse, le 25 août 1783 à Ostheim (Franconie), Frédérique de Stein zu Nord- und Ostheim (de), dont il eut :
- Ferdinand (16 juin 1784 † Tué à la bataille de Wagram en juillet 1809), chef d'escadron, aide de camp du maréchal Bessières ;
- Isabelle (8 septembre 1785 - château d'Ollwiller † 26 avril 1869 - Weimar). Mariée avec August Karl von und zu Egloffstein (1771-1834), général au service du royaume de Saxe, elle vécut avec sa sœur Diane à la cour de Weimar du temps de Goethe ;
- Théodore (de) (27 novembre 1786 - Ollwiller † 16 juillet 1864 - Wenheim, Grand-duché de Bade), comte de Waldner de Freundstein, seigneur de Schmiecheim, colonel de cavalerie du Grand-duché de Bade, marié successivement aux deux filles du baron Christian Philipp von Stumm (de), d'où postérité subsistante[2][source insuffisante] ;
- Diane (27 janvier 1788 † 1844).
1° Veuve de Wilhelm Maximilian Rabe von Pappenheim (de) (8 octobre 1764 - Stammen † 3 janvier 1815),
2° elle fut la maîtresse de Jérôme Bonaparte (1784-1860), roi de Westphalie, dont elle eut :
  - Jenny von Pappenheim (7 septembre 1811 † 1890 - château de Lablacken), mariée, dont postérité ;
  - Pauline von Pappenheim (11 juillet 1813 † 1873), puis « Mère Marie de la Croix », religieuse au couvent des Oiseaux ; 
3° Elle épousa, en secondes noces, en 1817, Ernest Chrétien Auguste, baron de Gersdorff (1781-1852), ministre d'État du grand-duché de Saxe-Weimar-Eisenach qu'il représente au congrès de Vienne, d'où :
  - Charles Auguste, baron de Gersdorff, chambellan du roi de Prusse ;
- Édouard (24 mai 1789 - Ollwiller † 3 avril 1879 - Paris), général de division (3 janvier 1851), sénateur du Second Empire (1863), grand-croix de la Légion d'honneur, marié, le 18 juin 1863 à Paris, avec Augustine Lemort-Delaroche ( † 13 mars 1878 - Paris), sans postérité ;
- Cécile (13 mars 1791 † juin 1839), mariée, le 26 juin 1807 avec Jean-Charles (1783-1862), baron de Turckheim (fils du baron Bernard-Frédéric), dont postérité ;
- César (8 septembre 1792 - Strasbourg † 8 octobre 1865 - Belfort), capitaine de grenadiers de la Garde impériale, receveur particulier des Finances à Belfort, associé de « Koechlin, Favre, Waldner, Filatures et Tissages » à Massevaux, conseiller général du Haut-Rhin, officier de la Légion d'honneur, marié en 1823 avec Amélie Koechlin (1801-1895), dont postérité ;
- Adèle (18 octobre 1794 † 18 février 1887 - Oberhultz), mariée à Charles-Donat, baron d'Anthès, adjudant-major des pages de Charles X (frère de Joseph-Conrad d'Anthès), dont postérité.

Il a également été marié avec la baronne Wilhelmina Charlotte Anna Christina Marschalk von Ostheim (de) (fille du baron Johann Friederich Phillipp Marschalck von Ostheim et de Wilhelmina Rosina vom Stein adH Nordheim) et avec la comtesse Friederike Caroline Franziska Gräfin von Wartensleben (fille de Karl Friedrich von Wartensleben et de  Karoline Friederike zu Salm-Grumbach, belle-sœur d'Alexeï Semionovitch Moussine-Pouchkine, et veuve du général-comte Lothaire-François-Joseph von Hatzfeldt, le frère du prince Franz Ludwig von Hatzfeldt).